# Jim Gaffigan

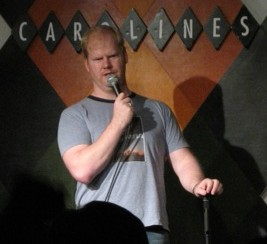
Jim Gaffigan in 2010

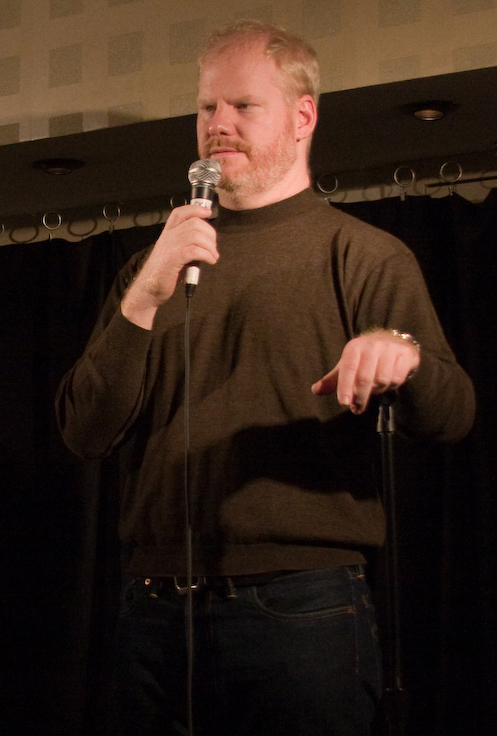
Jim Gaffigan in 2008

Jim Gaffigan (Elgin (Illinois), 7 juli 1966) is een Amerikaans acteur, stemacteur, stand-upkomiek, filmproducent en scenarioschrijver.

## Biografie
Gaffigan is als jongste opgegroeid in een gezin met zes kinderen, hij heeft de high school doorlopen aan de La Lumiere School in La Porte (Indiana). Hierna heeft een jaar gestudeerd aan de Purdue-universiteit in West Lafayette (Indiana) om daarna te studeren aan de universiteit van Georgetown in Georgetown (Washington D.C.) waar hij in 1988 zijn bachelor of arts haalde. Vanaf 2003 is hij getrouwd met Jeannie Gaffigan met wie hij vijf kinderen heeft. Gaffigan treedt regelmatig op in clubs in zowel Amerika als daarbuiten.

## Filmografie

### Films
Selectie:
- 2023 Peter Pan & Wendy - als Mr. Smee
- 2022 Hotel Transylvania: Transformania - als Van Helsing (stem)
- 2021 Luca - als Lorenzo Paguro (stem)
- 2019 Playmobil: The Movie - als Del (stem)
- 2019 Them That Follow - als Zeke Slaughter
- 2018 American Dreamer - als Cam
- 2018 Hotel Transylvania 3 - als Van Helsing (stem)
- 2017 Chappaquiddick - als Paul Markham
- 2015 Experimenter - als James McDonough
- 2010 It's Kind of a Funny Story – als George
- 2009 Away We Go – als Lowell
- 2009 17 Again – als coach Murphy
- 2008 The Love Guru – als Trent Lueders
- 2004 Strip Search – als Craig Peterson
- 2004 13 Going on 30 – als Chris Grandy
- 2001 Super Troopers – als Larry Johnson
- 1999 Three Kings – als soldaat

### Televisieseries
Uitgezonderd eenmalige gastrollen.
- 2023 Full Circle - als Manny Broward - 6 afl.
- 2021 Stargirl - als Thunderbolt (stem) - 2 afl.
- 2013 - 2020 Bob's Burgers - als Henry Haber (stem) - 5 afl.
- 2015 - 2019 Star vs. the Forces of Evil - als Father Time (stem) - 3 afl.
- 2015 - 2016 The Jim Gaffigan Show - als Jim Gaffigan - 23 afl.
- 2014 Us & Them - als Theo - 2 afl.
- 2012 - 2013 Portlandia - als Donald - 2 afl.
- 2009 WordGirl – als Mr. Dudley – 3 afl.
- 2006 – 2009 My Boys – als Andy Franklin – 37 afl.
- 2005 – 2008 Pale Force – als Conan / Jim / Lady Bronze (stemmen) – 20 afl.
- 2003 – 2004 That '70s Show – als Roy Keene – 7 afl.
- 2003 – 2004 Ed – als Toby Gibbons – 4 afl.
- 2001 – 2002 The Ellen Show – als Rusty Carnouk – 18 afl.
- 2000 – 2001 Welcome to New York – als Jim Gaffigan – 13 afl.
- 1999 Random Play – als diverse – 3 afl.

### Filmproducent
- 2023 Jim Gaffigan: Dark Pale - televisie special
- 2020 Jim Gaffigan: The Pale Tourist - televisieserie
- 2018 Jim Gaffigan: Noble Ape - televisie special
- 2017 Jim Gaffigan: Cinco - televisie special
- 2015 - 2016 The Jim Gaffigan Show - televisieserie - 17 afl.
- 2014 Jim Gaffigan: Obsessed - film
- 2013 Gaffigan - film
- 2012 Jim Gaffigan: Mr. Universe – film
- 2009 Jim Gaffigan: King Baby – film
- 2005 – 2008 Pale Force – televisieserie – 20 afl.
- 2000 Welcome to New York – televisieserie - ? afl.

### Scenarioschrijver
- 2023 Jim Gaffigan: Dark Pale - televisie special
- 2021 Jim Gaffigan: Comedy Monster - televisie special
- 2019 Jim Gaffigan: Quality Time - televisie special
- 2018 Jim Gaffigan: Noble Ape - televisie special
- 2017 Jim Gaffigan: Cinco - televisie special
- 2015 - 2016 The Jim Gaffigan Show - televisieserie - 23 afl.
- 2014 Just for Laughs Presents: Jim Gaffigan - film
- 2014 Jim Gaffigan: Obsessed - film
- 2013 Gaffigan - film
- 2012 Jim Gaffigan: Mr. Universe – film
- 2009 Just for Laughs – televisieserie – 3 afl.
- 2009 Jim Gaffigan: King Baby – film
- 2005 – 2008 Pale Force – televisieserie – 19 afl.
- 2006 Jim Gaffigan: Beyond the Pale – film
- 2000 Comedy Central Presents – televisieserie – 1 afl.